# Polonia la Jocurile Olimpice de vară din 2012
Format:Cutie olimpiadă Polonia
Polonia la Jocurile Olimpice de vară din 2012 de la Londra în perioada 27 iulie - 12 august 2012, a participat cu o delegație de 217 de sportivi care a concurat la 22 de sporturi. S-a aflat pe locul 30 în clasamentul pe medalii.

## Medaliați
| Medalie | Nume                                | Sport       | Probă                            | Dată      |
| ------- | ----------------------------------- | ----------- | -------------------------------- | --------- |
| Aur     | Tomasz Majewski                     | Atletism    | aruncarea greutății masculin     | 3 august  |
| Aur     | Adrian Zieliński                    | Haltere     | 85kg masculin                    | 3 august  |
| Argint  | Sylwia Bogacka                      | Tir         | 10m pistol aer comprimat feminin | 28 iulie  |
| Argint  | Anita Włodarczyk                    | Atletism    | aruncarea ciocanului feminin     | 10 august |
| Bronz   | Magdalena Fularczyk Julia Michalska | Canotaj     | dublu vâsle feminin (2x)         | 3 august  |
| Bronz   | Bartłomiej Bonk                     | Haltere     | 105kg masculin                   | 6 august  |
| Bronz   | Damian Janikowski                   | Lupte       | greco-romane 84kg masculin       | 6 august  |
| Bronz   | Przemysław Miarczyński              | Navigație   | RS-X masculin masculin           | 7 august  |
| Bronz   | Zofia Klepacka                      | Navigație   | RS-X feminin                     | 7 august  |
| Bronz   | Beata Mikołajczyk Karolina Naja     | Kaiac-canoe | K-2 500m feminin                 | 9 august  |